# Gymnelema vinctus
Gymnelema vinctus är en fjärilsart som beskrevs av Walker 1865. Gymnelema vinctus ingår i släktet Gymnelema och familjen säckspinnare. Inga underarter finns listade i Catalogue of Life.